# 아이티의 전국 텔레비전
아이티의 전국 텔레비전(프랑스어: Télévision Nationale d'Haïti)는 아이티의 텔레비전 채널이다.